# Бир, Грег
Гре́гори Дэйл Бир (англ. Gregory Dale Bear, английское произношение: [ˈgreg ˈbeə(r)]; 20 августа 1951[…], Сан-Диего, Калифорния — 19 ноября 2022) — американский писатель-фантаст.

## Биография
Грегори Дэйл Бир родился 20 августа 1951 года в Сан-Диего (Калифорния, США) в семье военного моряка. Его родители — Дэйл и Вильма Бир — много переезжали с места на место, и в детстве Грег успел пожить в Японии, на Филиппинах, на Аляске, а также побывать в разных частях США.
С 1968 по 1973 год учился в университете Сан-Диего, который окончил со степенью бакалавра английской словесности.
С 1975 года, после публикации рассказов «Вебстер» и «Отмщение», Бир становится профессиональным писателем.
В 1975 году он женился на Кристине Нильсон (Christina M. Nielson), но в 1981-м развёлся. Второй раз он женился в 1983 на Астрид Андерсон (Astrid Anderson), дочери известного писателя-фантаста Пола Андерсона. В этом браке родились двое детей — Эрик и Александра. Семья поселилась недалеко от Сиэтла.
Грег Бир был президентом Ассоциации научно-фантастических авторов Америки.

## Творчество
В 10 лет Грег написал свой первый рассказ. С 13—14 лет он начал предлагать свои рассказы различным журналам и в 1967 году, в возрасте 16 лет, продал свой первый рассказ — «Разрушители», который был опубликован в журнале Famous Science Fiction.
Первый опубликованный роман Грега — «Хиджра» (1979). За ним последовали «Психлон» и «За небесной рекой», сборники рассказов «Ветер от горящей женщины» и «Касательные».
В 1983 году сразу два произведения Бира — повесть «Смертельная схватка» и рассказ «Музыка, звучащая в крови» — были удостоены премии «Небьюла». За рассказ «Музыка, звучащая в крови» автор также получил премию «Хьюго» и впоследствии Бир перерабатывает его в роман, который заслужил французский приз «Аполло» в 1986 году. Позднее ещё один «золотой дубль» получил рассказ «Касательные».
Роман «Эон» и его продолжение «Бессмертие» охарактеризованы как «вероятно, лучший когда-либо написанный космологический эпос»; позднее к ним был написан приквел «Наследие». Дилогия «Кузница Бога» и «Наковальня звёзд» создаёт картину гибели и последующего воссоздания Земли.
«Королева ангелов» — роман, затрагивающий проблемы преступления, вины и наказания в обществе, полностью изменённом нанотехнологиями. В романе «Двигая Марс» («Небьюла»‐1994) неожиданные эффекты квантовой механики дают возможность переместить Марс из Солнечной системы на орбиту у другой звезды.
Дилогия «Радио Дарвина» («Небьюла»‐2002 и премия «Endeavour») и «Дети Дарвина» описывает воздействие на людей странной болезни, стимулирующей эволюционные изменения.
Рассказ «Музыка, звучащая в крови» повествует о необычном биотехнологическом сценарии Технологической Сингулярности. В результате биотехнологического эксперимента по созданию интеллектуальных биологических клеток была создана раса микроскопических разумных существ, впоследствии целиком изменивших Землю и человечество.

### Сборники рассказов
- «Ветер от горящей женщины[англ.]» / «he Wind from a Burning Woman» (1983)
- «Скорая жатва» / «Early Harvest» (1988)
- «Касательные[англ.]» («Тангенсы») / «Tangents» (1989)
- «Отмщение / «The Venging» (1992)
- «Фантазии Бира: шесть историй в старых парадигмах» / «Bear’s Fantasies: Six stories in old paradigms» (1992)
- «W³: Женщины в глубине времени / «W³ Women in deep time» (2003)
- «Лёжа на боку: избранные фантазии» / «Sleepside: The Collected Fantasies» (2005)

### Циклы
Дарвин
- «Радио Дарвина[англ.]» / «Darwin’s Radio» (1999)
- «Дети Дарвина[англ.]» / «Darwin’s Children» (2003)

Путь
- «Эон[англ.]» («Вечность») / «Eon» (1985)
- «Бессмертие[англ.]» / «Eternity» (1988)
- «Наследие[англ.]» / «Legacy» (1995)
- «Путь всех призраков[англ.]» / «The Way of All Ghosts» (1999)

Кузница Бога
- «Кузница Бога» / «The Forge of God» (1987)
- «Наковальня звёзд[англ.]» / «Anvil of Stars» (1992)

Песни Земли и власти
- «Бесконечный концерт[англ.]» / «The Infinity Concerto» (1984)
- «Змей-волшебник[англ.]» / «The Serpent Mage» (1986)

Королева ангелов
- Королева ангелов / «Queen of Angels» (1990)
- «Головы» / «Heads» (1990)
- «Двигая Марс[англ.]» / «Moving Mars» (1993)
- «Наклон» / «Slant» (1997)

### Произведения, не входящие в циклы
- «Психлон» / «Psychlone» (1979)
- «Хиджра» / «Hegira» (1979)
- «За небесной рекой» / «Beyond Heaven’s River» (1980)
- «Твёрдость камней» / «The Strength of Stones» (1981)
- «Музыка, звучащая в крови[англ.]» / «Blood Music» (1985)
- «Рассказ лёжа на боку» / «Sleepside Story» (1988)
- «Смертельная схватка» / «Hardfought» (1993)
- «Новые легенды» / «New Legends» (1995)
- «Лето динозавра» / «Dinosaur Summer» (1998)
- «Страна разума» / «Country of the Mind» (1998)
- «Жизнеспособные» / «Vitals» (2002)
- «Линии смерти» / «Dead Lines» (2004)
- «Квантико» / «Quantico» (2005)
- «Город в конце времён» / «City at the End of Time» (2008)[6]

### Совместные серии
Основание (цикл) .
- «Основание и хаос» («Академия и хаос») / «Foundation and Chaos» (1998)[8].

Звёздный путь
- «Корона» / «Corona» (1984)

Войны людей и кзинов
- «Человек, который хотел бы быть кзином» / «The Man Who Would Be Kzin» (совместно с С. М. Стирлинг (S. M. Stirling))

Звёздные войны
- «Планета-бродяга» / «Rogue Planet» (2000)

### Произведения, переведённые на русский
- «Смертельная схватка»
- «Мандала»
- «Музыка, звучащая в крови»
- «За небесной рекой»
- «Чума Шрёдингера»
- «Сёстры»
- «Хорал забвения»
- «Все имена можжевельника»
- «Касательные»
- «Кузница Бога»
- «Наковальня звёзд»
- «Эон»
- «Бессмертие»
- «Планета-бродяга»
- «Основание и хаос»
- «Головы»
- «Путь всех призраков»
- «Город в конце времён»
- «Королева ангелов»